# Scopula conotaria
Scopula conotaria là một loài bướm đêm trong họ Geometridae.